# Donald P. Ryan
O Dr. Donald P. Ryan é um arqueólogo e egiptólogo americano, escritor e membro do Division of Humanities na Pacific Lutheran University em Tacoma, Washington. Donald tornou-se conhecido na egiptologia por seu trabalho de escavação e estudo das tumbas do Vale dos Reis.

## Trabalho
Suas áreas de pesquisa incluem egiptologia, arqueologia polonesa, história da arqueologia, história da exploração, línguas antigas e arqueologia experimental. Ele é mais conhecido por suas pesquisas no Egito, incluindo escavações no Vale dos Reis onde ele investigou as tumbas não decoradas e negligenciadas na necrópole Tebas. Seu trabalho resultou na redescoberta da controversa e perdida tumba KV60; da reabertura da KV21 com suas duas ocupantes femininas aparentemente reais; e na descoberta das tumbas KV27, KV28, KV44 e KV45. A múmia encontrada na KV60, graças ao seu trabalho, foi identificada como a faraó Hatchepsut em 2007, embora ainda haja controvérsias.
Entre 1995 e 2002, Ryan trabalhou com o explorador, arqueólogo e escritor norueguês Thor Heyerdahl (1914-2002). Dentre os seus vários projetos, ele foi o diretor de duas escavações no sítio da Pirâmides de Güímar, na Espanha. Foi confiado a Ryan de continuar a pesquisa do legado de Heyerdahl.
Outra pesquisa feitas por Ryan incluem: investigações de cordéis do Antigo Egito e outras tecnologias; estudos biográficos de egiptólogos como Giovanni Belzoni; estudos da influência da antiguidade nas artes; e estudos da documentação petroglífica das ilhas do Hawai.
Como escritor e pesquisador, Ryan é o autor de numerosos e populares artigos de temas arqueológicos. Entre seus livros, incluem-se volumes na série popular Complete Idiot’s Guide (civilizações perdidas, mistérios bíblicos, Antigo Egito e o mundo da bíblia), The Everything Family Guide to Hawai’i e  A Shattered Visage Lies…Nineteenth Century Poetry Inspired By Ancient Egypt.
Seus créditos na televisão incluem "The Face of Tutankhamun" (BBC-Television/A&E), "Missing Mummies" (Learning Channel), "Ancient Mysteries of the World: Easter Island" (PAX Network), "Valley of the Kings" (Channel 4, U.K.), "Biography: Howard Carter" (A&E), "Great Builders of Egypt" (A&E) e "Secrets of Egypt's Lost Queen" (Discovery Channel).
Ryan é membro do The Explorers Club e do Royal Geographical Society e um dos membros fundadores do Foundation for Exploration and Research on Cultural Origins, um instrutor de alpinismo, corredor de longas distâncias e pianista.